# Santo Domingo Zanatepec
Santo Domingo Zanatepec è un comune del Messico, situato nello stato di Oaxaca.